# Западный (Костромская область)
Западный — посёлок в составе Судиславского сельского поселения Судиславского района Костромской области, Россия.

## История
В 1966 г. указом президиума ВС РСФСР поселок ремонтно-технической станции переименован в Западный.

## Население
| 2008 | 2010 | 2014 |
| ---- | ---- | ---- |
| 534  | ↘436 | ↗519 |